# Ommeroth

Ommeroth

Ommeroth ist ein Ortsteil der Gemeinde Windeck in Nordrhein-Westfalen. Mit Stand vom 31. März 2019 hatte Ommeroth 16 Einwohner in 13 Haushalten.

## Lage
Der Weiler liegt in Alleinlage auf dem Nutscheid im oberen Tal des Trimbachs (Zufluss zur Sieg).

## Geschichte
Die Namensendung -roth deutet auf eine bäuerliche Rodungssiedlung aus den Jahren 800 bis 1000 n. Chr. hin.
Ommeroth gehörte zum Kirchspiel Dattenfeld und zur Gemeinde Dattenfeld.
1845 hatte der Ort 17 Einwohner in drei Häusern.
1888 hatte Ommeroth 18 Bewohner in drei Häusern.